# Kiyonami (tàu khu trục Nhật)
Kiyonami (tiếng Nhật: 清波) là một tàu khu trục thuộc lớp Yūgumo của Hải quân Đế quốc Nhật Bản, từng hoạt động trong Chiến tranh Thế giới thứ hai.
Kiyonami được đặt lườn tại xưởng đóng tàu của hãng Uraga Dock Company vào ngày 15 tháng 10 năm 1941, được hạ thủy vào ngày 17 tháng 8 năm 1942 và được đưa ra hoạt động vào ngày 25 tháng 1 năm 1943.
Ngày 12 tháng 7 năm 1943, Kiyonami tham gia một chuyến đi vận chuyển binh lính đến Guadalcanal và đã đụng độ với một lực lượng Hải quân Hoa Kỳ. Trong trận Kolombangara, nó đã phóng ngư lôi góp phần vào việc đánh chìm tàu khu trục Gwin và làm hư hại các tàu tuần dương hạng nhẹ Honolulu và St. Louis.
Đến ngày 20 tháng 7, Kiyonami lại thực hiện một chuyến đi vận chuyển binh lính đến Kolombangara. Nó bị máy bay ném bom B-25 Mitchell của Không lực Mỹ đánh chìm đang khi cứu vớt những người sống sót của tàu khu trục Yugure lúc còn cách 78 km (42 hải lý) về phía Bắc Tây Bắc Kolombangara, ở tọa độ 07°13′N 156°45′Đ / 7,217°N 156,75°Đ. Không có ai sống sót trong tổng số 468 người kết hợp của thủy thủ đoàn hai chiếc Kiyonami và Yugure.
Kiyonami được rút khỏi danh sách Đăng bạ Hải quân vào ngày 15 tháng 10 năm 1943.